# Organizacja charytatywna
Organizacja charytatywna, instytucja charytatywna – ogólna nazwa instytucji, których celem jest wspieranie osób biednych i potrzebujących pomocy. 
Organizacje prowadzące działalność charytatywną w Polsce mogą ubiegać się o status organizacji pożytku publicznego.